# Janusz Korczak
Janus Korczak (født 22. juli 1878 eller 1879 i Warszawa, dræbt 5. eller 6. august 1942 i den tyske koncentrationslejr Treblinka) var en polsk læge, pædagog, forfatter, journalist, samfundsaktivist og officer i den polske hær. Hans rigtige navn var Henryk Goldszmit, men han var også kendt som Den Gamle Doktor (pol. Stary Doktor ) og Hr. Doktor (pol. Pan Doktor).
Korczak var en nytænkende pædagog og forfatter til bøger om undervisning i teori og praksis. Han var pioner inden for børns rettigheder og fuld ligestilling for børn. I sin tid som leder af et børnehjem oprettede han bl.a. en form for børnedomstol, hvor børnene på egen hånd kunne tage sager op til behandling og også anlægge sag imod deres lærere. Den berømte schweiziske psykolog Jean Piaget sagde efter et besøg på Korczaks børnehjem om ham: ”Denne vidunderlige mand havde modet til at stole på de børn og unge, han havde i sin pleje, og det i en grad, så han overlod disciplinen i deres hænder og overdrog dem vanskelige sager, der krævede stort ansvar.”
Korczak var manden bag “Det Lille Magasin” (polsk: ”Mały Przegląd”), der var det første magasin, der udelukkende indeholdt materiale indsendt af børn og henvendt til børn. Han var en af pionererne inden for forskning i børns udvikling og børnepsykologi og opdragelsesdiagnose.
Som polsk jøde fastholdt Korczak gennem hele sit liv, at han tilhørte begge samfund.

## Ungdom og uddannelse
Korczak blev født i en polsk jødisk familie i Warszawa som søn af advokat Joseph Goldszmit (1844–1896) og Cecilia Goldszmit (født Gębicka, 1853/54–1920). Hans oprindelige fødselsattest er aldrig blevet fundet, så hans fødselsdato kendes ikke. Familien Goldszmit stammede oprindelig fra Lublin-området, mens morens familie stammede fra Poznań-området. Hans oldefar Maurycy Gębicki og hans farfar Hersz Goldszmit var begge læger [45]. Janusz Korczaks far og hans bedsteforældre på mødrene side ligger begravet på den jødiske begravelsesplads på ul. Okopowa i Warszawa. Hans mors grav er aldrig blevet fundet.
I begyndelsen var familien Goldszmit godt stillet økonomisk, men det begyndte efterhånden at gå ned ad bakke pga. faderens psykiske sygdom, der medførte, at han i starten af 1890’erne blev indlagt på en psykiatrisk anstalt med symptomer på sindssygdom. Faderen døde den 26. april 1896, hvorefter Korczak, der på det tidspunkt var 17/18 år og gik i gymnasiet, begyndte at give privatlektioner for at hjælpe sin familie. Hans mor Cecilia Goldszmit udlejede værelser i deres lejlighed i Warszawa. Korczak bestod sin studentereksamen som 20-årig.
Som barn var Janusz Korczak en ivrig læser. Mange år senere noterede han i den dagbog, som han førte i ghettoen: ”Jeg blev ramt af galskab, af læsningens vanvid. Verden forsvandt for mine øjne, kun bogen eksisterede.” I 1898 blev han indskrevet på det medicinske fakultet på Det Kejserlige Universitet i Warszawa. I sommeren 1899 foretog han sin første udlandsrejse til Schweiz, hvor han lærte Johann Heinrich Pestalozzis pædagogiske arbejde at kende. Senere samme år sad han arresteret et kort stykke tid for sit virke i det Warszawabaserede Velgørenhedsselskabs bibliotek. Han studerede i seks år, idet han måtte tage det første år om. Han studerede også på det såkaldte Flyvende Universitet (polsk: Uniwersytet Latający). I sin studentertid lærte han ud fra egne oplevelser om livet i slumkvarterne blandt proletariatet og pjalteproletariatet. Korczak var ligeledes medlem af ”Søstjernen” – en frimurerloge under det internationale forbund ”Le Droit Humain”, der var grundlagt med det formål at ”forene alle mennesker, som er adskilt af religiøse barrierer, samt at forfølge sandheden og samtidig udvise respekt over for andre mennesker”.

### Tid som læge
Korczak blev færdiguddannet som læge den 23. marts 1905. I juni måned samme år blev han indskrevet i den russiske kejserlige hær (Polen var på det tidspunkt under russisk besættelse) som læge, og han blev sendt til Harbin for at deltage i den russisk-japanske krig. Her lærte han kinesisk af en gruppe børn i Manchuriet. Han vendte tilbage til Warszawa i slutningen af marts 1906. I årene 1906-1912 arbejdede Korczak som børnelæge på Berson og Bermans Børnehospital. Som ”lokal læge”, og til gengæld for at få stillet en lejlighed til rådighed på selve hospitalet, var Korczak konstant på vagt, og han udførte sit arbejde med stor selvopofrelse. Han veg på ingen måde uden om byens fattige områder i sin lægegerning og nøjedes ofte med at tage imod et symbolsk beløb fra ubemidlede patienter eller gav dem ligefrem penge til medicin. Han tøvede derimod ikke med at opkræve høje betalinger fra de rige, hvilket han kunne tillade sig takket være sin store popularitet som forfatter.
I årene 1907-1910/11 rejste Korczak flere gange udenlands for at skærpe sine akademiske færdigheder. Han gik til forelæsninger, gennemgik praktikforløb på børneklinikker og besøgte børnehjem og -anstalter. Han boede næsten et år i Berlin (1907-1908), fire måneder i Paris (1910) og en måned i London (1910 eller 1911). Flere år senere skrev han, at det var i London, han traf sin beslutning om ikke at stifte sin egen familie, men derimod ”tjene børn og deres sag.” Korczak var meget samfundsmæssigt engageret i disse år og var bl.a. aktiv i Warszawas Selskab for Folkesundhed og i Sommerlejrselskabet. I 1904, 1907 og 1908 arbejdede han på sommerlejre for jødiske og polske børn arrangeret af Sommerlejrselskabet. I 1906 udgav han bogen ”Salonens børn” (pol. ”Dziecko salonu”), der blev særdeles vel modtaget af både læsere og kritikere. Fra da af blev han takket være den popularitet, som hans bøger havde skaffet ham, en berømt og efterspurgt børnelæge i Warszawa. I 1909 meldte Korczak sig ind i den jødiske forening ”Hjælp til forældreløse børn”, der nogle år senere opførte det børnehjem, han senere skulle blive leder for.
Under Første Verdenskrig blev Korczak igen indkaldt til den russiske hær, og han blev udnævnt til vicechef for et divisionsfelthospital, der primært opererede i Ukraine. I 1917 begyndte han at arbejde på et hjem for ukrainske børn i nærheden af Kijev. Under et kort ferieophold i Kiev to år tidligere havde han mødt Maria Rogowska Falska, en polsk samfunds- og frihedsaktivist, der ledede et hjem for polske drenge. Efter at have færdiggjort sin militærtjeneste i den russiske hær med rang af kaptajn vendte han i juni 1918 tilbage til Warszawa. Efter den polske uafhængighedserklæring den 11. november 1918 vendte han dog hurtigt tilbage til hæren. Denne gang blev han indrulleret i den nyoprettede polske hær. Under den polsk-sovjetiske krig (1919-1921) tjente han som læge på militærhospitalerne i Łódź og Warszawa. Han blev også smittet med tyfus. Han blev forfremmet til major i den polske hær for sit arbejde.

## Holdninger
Korczak havde siden sin tidlige ungdom været interesseret i børneopdragelse, og han var meget påvirket af ”ny opdragelse” i teori og praksis. Han var ligeledes inspireret af teorien om pædagogisk progressivisme, som var udviklet af bl.a. John Dewey, samt Decroly, Montessori og tidligere pædagoger som Pestalozzi, Spencer og Fröbel. Han havde også kendskab til Tolstojs pædagogiske principper [51]. Han understregede behovet for at indgå i dialog med børn.
Korczak udgav og holdt foredrag om emner i forbindelse med børneopdragelse og pædagogik. Hans erfaring på området stammede fra hans tid som privatunderviser, senere samfundsaktivist og endelig børnehjemsleder og medstifter af børnehjemmet Vores Hjem (pol. Nasz Dom). I mellemkrigstiden underviste hans på universiteter i hele Polen, bl.a. på Det Nationale Institut for Specialpædagogik (i dag Maria Grzegorzewska Akademiet for Specialpædagogik), Det Statslige Seminarium for Undervisere i Jødisk Religion og Det Nationale Undervisningsinstitut.
Korczak var fortaler for børns frigørelse, selvbestemmelse og rettigheder. Hans demokratiske principper, som gjaldt for både børn og voksne, kom til udtryk i det selvstyre, han oprettede for børnene på sine institutioner. ”Et barn forstår og tænker som en voksen – forskellen er kun, at barnet endnu ikke har den samme erfaring med i bagagen.” (indsæt reference).
Hans magasin for og af børn var en platform, hvor nye talenter kunne udvikles, og det spillede ligeledes en vigtig assimilerende rolle, især for børn fra ortodokse jødiske familier. Som læge lagde Korczak vægt på resocialisering og på alsidig og nyskabende pleje for børn fra samfundets udkant.
Korczak hævdede, at børn hører til blandt deres jævnaldrende – ikke i hjemmet. Han bestræbte sig på at give børn mulighed for at finpudse deres holdninger og meninger og indgå i en socialiseringsproces, der skulle forberede dem på voksenlivet. Han forsøgte at give børn en sorgløs barndom – hvilket ikke var ensbetydende med en barndom uden pligter. Han mente, at et barn selv skulle forstå og opleve en given situation emotionelt, på egen hånd drage sine konklusioner og forebygge eventuelle konsekvenser. ”Der findes ikke børn – kun mennesker,” skrev Korczak.
Korczak anså hvert eneste barn, han havde i behandling eller pleje, for sit eget. Hans handlinger afspejlede disse holdninger. Hans altruistiske overbevisninger gjorde, at han aldrig udvalgte en mindre gruppe af børn som sine favoritter. Han anså ikke den traditionelle familiestruktur for at udgøre det vigtigste og mest grundlæggende sociale bånd i samfundet, og han kunne ikke acceptere den rolle, denne familiestruktur spillede både i konservative kristne og traditionelle jødiske miljøer.

### Hovedelementerne i Korczaks idéer om opdragelse er
- afvisningen af vold – både fysisk og verbal – begået af personer i kraft af deres højere alder eller funktion
- idéen om interaktion mellem voksne og børn i opdragelsen, som udvidede definitionen af klassisk pædagogik
- overbevisningen om, at børn er mennesker på samme måde som voksne
- princippet om, at der skal tages hensyn til barnets individualitet i opdragelsesprocessen
- troen på, at barnet selv kender sine egne behov, ønsker og følelser bedst og derfor bør have ret til at blive inddraget og hørt af de voksne
- barnets ret til respekt, uvidenhed og fejltagelser, privatliv, egne holdninger og ejendom
- opfattelsen af barnets udviklingsproces som hårdt arbejde.

## Nutidig opfattelse
I dag anerkendes Janusz Korczak i stadig højere grad som en pioner inden for forskellige pædagogiske retninger, og hans opfattelse af børns rettigheder har dannet udgangspunkt for mange nutidige forfattere . ”For at reformere verden skal man reformere opdragelsen,” mente Korczak.
Korczak regnes for at være en af pionererne inden for den gren af pædagogikken, der går under betegnelsen ”moralsk opdragelse”, selvom han ikke udviklede nogen systematisk teori på området. Hans moderne pædagogiske idéer var baseret på praksis. Han var modstander af doktriner i undervisningen, selvom han var velbevandret i sin samtids pædagogiske og psykologiske strømninger. Ifølge Igor Newerly identificerede Korczak sig ikke med nogen bestemt ideologi eller pædagogisk doktrin.
På trods af dette anses Korczak for at være en forløber for en række forskellige pædagogiske retninger. Kohlberg mener, at hans Children Just Community baserer sig på Korczaks erfaringer. Det er blevet påpeget, at Korczak og Paulo Freire har et lignende syn på demokrati i skolen og teorien om dialog. Tilhængere af pædagogisk kærlighed (eng. pedagogical love) baserer deres teori på en model for lærer-elev-forholdet, der er udviklet af Korczak. Andre forfattere mener at kunne spore begyndelsen til den pædagogiske retning ”religiøs opdragelse” hos Korczak og Martin Buber. Korczaks idéer benyttes ligeledes i ”normaliseringsideologien”, der anvendes i opdragelsen af mentalt handikappede børn. Hans tilgang til børneopdragelse har i efterkrigstiden inspireret lovgivningsmæssige initiativer til fordel for børn. Polen var en aktiv bidragsyder og deltager i forberedelsen af Deklarationen om Barnets Rettigheder i 1959 og var initiativtager til Konventionen om Barnets Rettigheder, der blev vedtaget på FN’s generalforsamling i 1989.

### Børnehjemmet og Vores Hjem
Sammen med Stefania Wilczyńska grundlagde og drev Korczak et børnehjem på ul. Krochmalna 92 (i dag ul. Jaktorowska 6) i Warszawa. Børnehjemmet var for jødiske børn, og det blev støttet økonomisk af den jødiske forening ”Hjælp til Forældreløse Børn”. Børnehjemmet blev åbnet 7. oktober 1912 med Korczak som leder. Stefania Wilczyńska (1886-1942) – kendt som frøken Stefa – blev udnævnt til chefpædagog. Korczak var leder for børnehjemmet i 30 år. I slutningen af oktober og begyndelsen af november 1940 blev børnehjemmet flyttet til ul. Chłodna, der lå i den jødiske ghetto. Korczak henvendte sig til myndighederne for at forhindre flytningen, men blev i stedet arresteret på stedet. Nazisterne spærrede ham inde i Pawiakfængslet i Warszawa, men efter et par uger blev han løsladt imod kaution.
Fra 1919 drev Korczak i samarbejde med Maria Falska et andet børnehjem ved navn Vores Hjem (pol. Nasz Dom), der i starten lå i Pruszków lidt uden for Warszawa, men i 1928 blev flyttet til Warszawabydelen Bielany. Korczaks samarbejde med Falska varede indtil 1936. De nyskabende pædagogiske metoder blev også anvendt på Vores Hjem. Begge børnehjem var for børn i alderen 7-14 år, og på dem begge blev der oprettet selvstyrende samfund med egne institutioner såsom parlament, domstol, avis, vagtplan, notar og udlånsvirksomhed. Den 11. november 1925 (på Polens uafhængighedsdag) modtog Korczak Den Polske Genfødselsordens Officerskors (pol. Krzyż Oficerski Orderu Odrodzenia Polski).

### Forfatter, publicist og radiojournalist
Korczak debuterede som skribent den 26. september 1896 i ugemagasinet ”Kolce”. Som gymnasieelev havde han ikke officiel adgang til at publicere artikler i pressen, så han underskrev sine skrifter med pseudonymet ”Hen.”. Senere skrev han under andre pseudonymer som Hen-Ryk, Hagot og Den Gamle Doktor. Hans forfatternavn Janasz Korczak, som i den let ændrede udgave Janusz Korczak skulle blive mere berømt end hans rigtige navn, var lånt fra J.I. Kraszewskis roman ”Janasz Korczak og våbensmedens smukke datter” (pol. ”O Janaszu Korczaku i pięknej miecznikównie”). Det første værk, han underskrev med dette navn, var ”Hvilken vej?” (pol. “Którędy?”), et teaterstykke i fire akter fra 1898, som han indsendte til en teaterkonkurrence. Selve stykket er ikke bevaret. I årene 1898-1901 skrev han for tidsskriftet ”Læsestue for alle” (pol. ”Czytelnia dla Wszystkich”). Fra år 1900 begyndte han at udgive skrifter under navnet Janusz Korczak, og han underskrev endda personlige breve med dette navn. Han benyttede sig dog stadig af sine øvrige forfatterpseudonymer. Som Hen-Ryk samarbejdede han med med det satiriske ugemagasin ”Kolce”, og i 1901 begyndte han at skrive føljetoner. I 1905 blev der udgivet en samling af hans føljetoner fra ”Kolce” med titlen ”Koszałki opałki” samt en roman med navnet ”Gadens børn” (pol. ”Dzieci ulicy”).
Korczak efterlod sig i alt 24 bøger og mere end 1400 tekster i forskellige magasiner. Det er kun dog en mindre del af hans hånd- og maskinskrevne manuskripter og dokumenter, herunder breve, der har overlevet – ca. 300 tekster i alt. Til hans vigtigste pædagogiske værker hører ”Hvordan man elsker et barn” (1920), ”Øjeblikke i undervisningen” (1924), ”Når jeg igen bliver lille” (1925), ”Barnets ret til respekt” (1929) og ”Legende pædagogik” (1939). Blandt hans børnebøger opnåede ”Den lille konge” og ”Den lille konge på den øde ø” (1923) størst popularitet, og de er blevet oversat til mere end 20 sprog, heriblandt dansk. Blandt andre populære bøger kan nævnes ”Lille Jack går konkurs”(1924), ”Livets regler” (1930) og ”Troldmanden Kaytek” (1935)
Korczak modtog i 1937 Det Polske Litterære Akademis Gyldne Laurbær for sine litterære værker [48]. Under Anden Verdenskrig skrev han en dagbog, der i dag regnes for særdeles betydningsfuld pga. de omstændigheder, den blev skrevet under, og forfatterens oplevelser under krigen.
Korczak benyttede sig i sit pædagogiske arbejde af metoder, der var meget moderne for hans tid. Han stiftede en avis for børn og unge ved navn ”Det Lille Magasin” (1926-1939, pol. ”Mały Przegląd”). Avisen blev udgivet som et ugentligt tillæg til Warzawaavisen ”Vores Magasin” (pol. ”Nasz Przegląd”). Den første udgave udkom den 9. oktober 1926, og det var det første polske magasin skrevet af børn. Fra 1930 fungerede Jerzy Abramow – efter krigen kendt som Igor Newerly – som redaktør. Han arbejdede også som Korczaks sekretær.
Avisen fortsatte på trods af 1930’ernes stigende antisemitisme, intolerance og raceadskillelse. Det sidste nummer blev udgivet den 1. september 1939. Under pseudonymet Den Gamle Doktor indspillede Korczak ligeledes en række radioprogrammer, hvori han på unik vis forklarede de yngste lyttere vigtige sammenhænge på en enkel måde. I 1936 blev Doktorens radioprogrammer taget af programmet på trods af entusiastiske indlæg fra lyttere og anmeldere. Årsagen var antisemitisme og ydre pres. Korczak vendte tilbage til radioen to år senere og talte til lytterne i Den Polske Radio selv efter krigsudbruddet i de første dage af september 1939.

### Anden Verdenskrig, ghettoen og den sidste march
Korczak meldte sig i sin egenskab af officer i den polske hær frivilligt til militærtjeneste efter Anden Verdenskrigs udbrud, men pga. hans alder blev hans tilbud ikke accepteret. Under den tyske besættelse bar han den polske hærs uniform. Han var stærkt kritisk over for nazisternes diskriminerende tvangsmærkning af jøder med Davidsstjernen, som han anså for at være en vanhelligelse af dette symbol. Han tilbragte de sidste måneder af sit liv i ghettoen i Warszawa. Newerly, som senere skrev en biografi om Korczak, forsøgte at skaffe falske dokumenter til ham, men Korczak nægtede at forlade ghettoen. I ghettoen begyndte han igen at skrive dagbog regelmæssigt, hvilket han var begyndt på i 1939. I mere end to år havde han ikke fået skrevet noget, eftersom han brugte al sin energi på at drage omsorg for børnene på børnehjemmet og på andre aktiviteter, der havde til formål at forbedre børnenes situation i ghettoen. Dagbogen blev første gang udgivet i Warszawa i 1958. Sidste gang, Korczak skrev i dagbogen, var den 4. august 1942.
Om morgenen den 5. eller 6. august 1942 blev den såkaldte lille ghetto omringet af SS-tropper og ukrainske og lettiske politifolk. Under den såkaldte ”Storaktion”, den vigtigste etape i nazisternes udryddelseskampagne mod ghettobefolkningen i Warszawa, afviste Korczak igen at tage imod hjælp, da han ikke ønskede at forlade børnene og de ansatte på børnehjemmet. På dagen for deportationen gik Korczak i spidsen for sine børn til Umschlagplatz, hvorfra togene afgik med kurs mod dødslejrene. Omkring 200 børn og knap 50 lærere, heriblandt Stefania Wilczyńska, deltog i denne march. Denne sidste march har opnået legendarisk status og er blevet til en af krigens myter, der ofte optræder i erindringer, men ikke altid gengives konsistent og troværdigt i detaljen.
"Det er ikke min intention at nedrive ikoner og ødelægge myter – men jeg er nødt til at fortælle, hvordan jeg oplevede det. Stemningen var præget af inerti, automatreaktioner og apati. Der var ikke noget synligt postyr over, at Korczak kom gående forbi, og heller ingen tiljublen (som andre ellers beskriver det). Der var ikke tale om nogen form for intervention fra Jøderådets side – og der var ingen, der henvendte sig til Korczak. Der var ingen hilsner, ingen sang, ingen stolt løftede hoveder. Jeg kan ikke huske, om der var nogen der holdt børnehjemmets banner, som det fortælles. Der var en frygtelig, udmattet tavshed. (…) Nogle af børnene holdt Korczak i tøjet, måske i hånden, og de gik som i trance. Jeg ledte dem hele vejen op til indgangsporten til Umschlagplatz...” [66].
I andre versioner marcherede børnene fire på række og bar på et flag med den lille konge, som var hovedpersonen og helten i en af Korczaks børnebøger. Hvert barn havde sit yndlingslegetøj eller sin yndlingsbog med sig. En af de forreste drenge i optoget spillede violin [67]. Nogle af ukrainerne og SS-folkene slog piskeslag og affyrede skud hen over hovedet på børnene, selvom marchen blev anført af en fra deres egne rækker, som så ud til at føle en vis form for sympati med børnene [68]. Janusz Korczak blev myrdet sammen med sine børn i nazisternes dødslejr i Treblinka.
I 1948 modtog han posthumt Den Polske Genfødselsordens Ridderkors.

### Identitet
Janusz Korczak identificerede sig både som polak og jøde. Han arbejdede for at bringe polakker og jøder tættere sammen. Hans modersmål var polsk, og det var også dette sprog, han skrev sine værker på. Han begyndte først at lære hebræisk i 1930’erne, da han stiftede nærmere bekendtskab med den zionistiske bevægelse. Takket være hans kendskab til tysk forstod han desuden en smule jiddisch, som var hovedsproget for flertallet af de polske jøder. Først i 1930’erne blev han mere interesseret i spørgsmålet om jødisk national genfødsel. Han samarbejdede med tidsskrifter udgivet af zionistiske ungdomsbevægelser, og han deltog i seminarer arrangeret af disse. På denne tid oplevede han en krise i sit privat- og arbejdsliv. To rejser til Palæstina i 1934 og 1936 hjalp ham i en vis grad med at overvinde denne krise og, som han skrev, med ”at absorbere fortiden og udvikle støtte til nutidige overvejelser – og måske endda se fremad”.

## Film
- “De er fri, doktor Korczak” (tysk ”Sie sind frei Doktor Korczak”) – tysk film instrueret af Alexander Ford i 1975. Filmen, hvori Leo Genn spiller hovedrollen, portrætterer Janusz Korczaks sidste leveår.
- ”Korczak” – polsk film instrueret af Andrzej Wajda i 1990 med manuskript af Agnieszka Holland. Filmen portrætterer Dr. Korczaks skæbne og i brudstykker nazisternes forbrydelser mod børn og personale på Korczaks børnehjem under gennemførelsen af ”Operation Reinhardt”. Rollen som Korczak blev spillet af Wojciech Pszoniak.